# Oliver Schmaering
Oliver Schmaering (geboren 1968 in Ost-Berlin) ist ein deutscher Dramatiker und Drehbuchautor. 

## Leben
Schmaering absolvierte ein Studium der Film- und Fernsehdramaturgie an der Hochschule für Film und Fernsehen „Konrad Wolf“ in Potsdam-Babelsberg mit Diplomabschluss 2001. Seit 2001 ist er freiberuflicher Autor und Dramaturg. Er arbeitet zudem als Dozent für Dramaturgie, Drehbuch und Filmtheorie, unter anderem für die Medienakademie in Berlin. Neben seinem Drehbuch für den Kinofilm Gegen Morgen, der 2012 bei der 62. Berlinale in der Reihe „Perspektive Deutsches Kino“ lief, spielte er darin auch eine kleine Nebenrolle.
Im Jahr 2016 bekam er ein „Nah dran“-Stipendium des Kinder- und Jugendtheaterzentrums Frankfurt am Main und des Deutschen Literaturfonds zur Erarbeitung des Librettos Ich, Ikarus für das Theater an der Parkaue Berlin. In dir schläft ein Tier war sein erstes Theaterstück für Kinder. Diese Auseinandersetzung mit dem Mikrobiom, den Ängsten davor und der Naturwissenschaft, kindgerecht aufbereitet, erhielt einstimmig den Mülheimer KinderStückePreis 2018. Das Junge Staatstheater Berlin hatte es am 10. November 2017 uraufgeführt.
Oliver Schmaering lebt und arbeitet in Berlin.

## Werke
Hörspiel
- 2011 Du nennst es Kunst, ich nenne es zu viel Zeit, produziert und urgesendet vom Schweizer Radio DRS

Drehbuch
- 2011: Gegen Morgen, Kinofilm, 1h 23min, Regie: Joachim Schoenfeld

Theaterstücke
- 2005: Seefahrerstück UA 17. September 2005, neues theater Halle, Regie: Claudia Bauer
- 2007: Hermanns Schlacht nach Heinrich von Kleist UA 13. Oktober 2007, neues theater Halle, Regie: Albrecht Hirche
- 2007: Coriolan! Ist Panzer des Jahres! Ist Opfer der Woche! nach William Shakespeare UA 10/2007, Theaterdiscounter, Regie: Georg Scharegg
- 2007: Nibelungen nach Friedrich Hebbel UA 2007, Staatstheater Schwerin, Regie: Claudia Bauer
- 2009/2011: Der Untergang der Vereinigten Staaten von Amerika I – IV:
  - I – Trailer für die nahe Zukunft UA 9. April 2011, Theater Plauen-Zwickau, Regie: Marie Bues
  - II – King Kong Bonus Features, frei zur UA
  - III – The Making of Der Untergang der Vereinigten Staaten von Amerika UA 3. Dezember 2009, Theaterhaus Jena, Regie: Meret Matter
  - IV – Drei10 Outtakes UA 1. Dezember 2011, Ballhaus Ost, Berlin, Regie: Eike Hannemann
- 2015: Big Republic UA 27. Mai 2015 Theater Rampe, Stuttgart, Regie: Christina Paulhofer
- 2016: Das Prinzip Jago (zusammen mit Volker Lösch, Ulf Schmidt), uraufgeführt am Schauspiel Essen, 1. Oktober 2016
- 2017: In dir schläft ein Tier, uraufgeführt am 10. November 2017 im Theater an der Parkaue, Berlin[2], Regie: Hanna Müller

## Auszeichnungen
- 2002: Förderpreis der Freunde des Deutschen Schauspielhauses Hamburg
- 2005: Förderpreis für neue Dramatik des tt Stückemarkts für Seefahrerstück[3]
- 2016: „Nah dran“-Stipendium des Kinder- und Jugendtheaterzentrums Frankfurt/Main und des Deutschen Literaturfonds
- 2018: Mülheimer KinderStückePreis für sein Stück In dir schläft ein Tier[4]

## Belege
1. ↑  Kallias-Datenbank-Eintrag O. Schmaering, Deutsches Literatur-Archiv, abgerufen am 4. Juni 2018.
2. ↑  Repertoire-Info In dir schläft ein Tier, Parkaue-Theater, abgerufen am 4. Juni 2018.
3. ↑  Förderpreis für neue Dramatik 2005, Berliner Festspiele, Theatertreffen, abgerufen am 5. Juni 2018.
4. ↑  Oliver Schmaering mit Mülheimer Kinder-Stücke-Preis ausgezeichnet, Nachtkritik.de vom 18. Mai 2018, abgerufen am 4. Juni 2018.

| Personendaten    | Personendaten                          |
| ---------------- | -------------------------------------- |
| NAME             | Schmaering, Oliver                     |
| KURZBESCHREIBUNG | deutscher Dramatiker und Drehbuchautor |
| GEBURTSDATUM     | 1968                                   |
| GEBURTSORT       | Ost-Berlin                             |